# Pierre Versteegh
Pierre Marie Robert Versteegh (6 de junio de 1888-3 de mayo de 1942) fue un jinete neerlandés que compitió en la modalidad de doma.
Participó en dos Juegos Olímpicos de Verano en los años 1928 y 1936, obteniendo una medalla de bronce en Ámsterdam 1928 en la prueba por equipos. Fue asesinado en el campo de concentración de Sachsenhausen el 3 de mayo de 1942.

## Palmarés internacional
| Juegos Olímpicos | Juegos Olímpicos         | Juegos Olímpicos  | Juegos Olímpicos |
| Año              | Lugar                    | Medalla           | Categoría        |
| ---------------- | ------------------------ | ----------------- | ---------------- |
| 1928             | Ámsterdam (Países Bajos) | Medalla de bronce | Por equipos      |